# Lista de vereadores de Nova Friburgo
Esta é a lista de vereadores de Nova Friburgo, município brasileiro do estado do Rio de Janeiro.
A Câmara municipal de Nova Friburgo é formada por vinte e um representantes. O prédio da Câmara chama-se Palácio Amâncio Mário de Azevedo, em homenagem ao ex-prefeito da cidade.O salão de sessões chama-se Sala de Reuniões Dr. Jean Bazet.

## 19ª Legislatura (2021–2024)
Estes são os vereadores eleitos nas eleições de 15 de novembro de 2020, pelo período de 1° de janeiro de 2021 a 31 de dezembro de 2024:
| Mesa Diretora (2021-2022)          |                       |                        |                              |
| Nome                               | Início do mandato     | Fim do mandato         | Cargo                        |
| Wellington da Silva Moreira (PSL)  | 1º de janeiro de 2021 | 31 de dezembro de 2022 | Presidente da Câmara         |
| Joelson José de A. Martins (PDT)   | 1º de janeiro de 2021 | 31 de dezembro de 2022 | 1º Vice-presidente da Câmara |
| André Luiz Silva de Moraes (PL)    | 1º de janeiro de 2021 | 31 de dezembro de 2022 | 2º Vice-presidente da Câmara |
| José Carlos da C. Schuvalwb (PRTB) | 1º de janeiro de 2021 | 31 de dezembro de 2022 | 1º Secretário                |
| Vanderleia Pereira Lima (PP)       | 1º de janeiro de 2021 | 31 de dezembro de 2022 | 2ª Secretária                |

|    | Nome                                                                               | Partido                                         | Votos | %    | Observações                                                                                                   |
| -- | ---------------------------------------------------------------------------------- | ----------------------------------------------- | ----- | ---- | --- |
| 1  | Maiara Felício da Silva (Bom Jesus do Itabapoana, 07.05.1994–)                     | Partido dos Trabalhadores (PT)                  | 1.870 | 1,92 | 1º mandato |
| 2  | Márcio José Corrêa Alves, Marcinho (Bom Jardim, 01.05.1977–)                       | REPUBLICANOS                                    | 1.464 | 1,50 | 2º mandato Licenciado. Secretário mun. de Assistência Social, Direitos Humanos, Trabalho e Politicas Públicas |
| 3  | Joelson José de Almeida Martins, Joelson do Pote (Nova Friburgo, 01.05.1961–)      | Partido Democrático Trabalhista (PDT)           | 1.443 | 1,48 | 2º mandato |
| 4  | José Sebastião Rabello, Zezinho do Caminhão (Nova Friburgo, 14.03.1963–)           | Partido Socialista Brasileiro (PSB)             | 1.427 | 1,46 | 2º mandato |
| 5  | Dirceu Silvestre Tardem (Nova Friburgo, 27.02.1978–)                               | Partido Socialista Brasileiro (PSB)             | 1.409 | 1,45 | 1º mandato |
| 6  | Carlos Alberto Nogueira Blaudt, Carlinhos do Kiko (Nova Friburgo, 09.03.1971–)     | Partido Republicano da Ordem Social (PROS)      | 1.282 | 1,32 | 2º mandato |
| 7  | Christiano Pereira Huguenin (Nova Friburgo, 02.07.1978–)                           | Movimento Democrático Brasileiro (MDB)          | 1.146 | 1,18 | 2º mandato |
| 8  | Jânio de Carvalho Cordeiro (Rio de Janeiro, 06.04.1961–)                           | Democracia Cristã (DC)                          | 1.139 | 1,17 | 2º mandato |
| 9  | Uerbiton Valle de Ângelo, Ângelo Gaguinho (São Gonçalo, 20.02.1968–)               | Democracia Cristã (DC)                          | 1.130 | 1,16 | 1º mandato |
| 10 | Isaque Demani Machado (Nova Friburgo, 06.12.1973–)                                 | Progressistas (PP)                              | 1.125 | 1,15 | 2º mandato |
| 11 | Carlos Alberto Trindade, Cascão do Povo (Nova Friburgo, 16.04.1966–)               | Patriota (PATRI)                                | 1.052 | 1,08 | 2º mandato |
| 12 | Vanderleia Pereira Lima, Abrace Essa Ideia (Duas Barras, 24.01.1966–)              | Progressistas (PP)                              | 1.024 | 1,05 | 2º mandato |
| –  | Wallace Guida Merchioro, Pastor Wallace (Rio de Janeiro, 07.04.1978–)              | REPUBLICANOS                                    | 934   | 0,96 | 1º mandato Assumiu em 01.07.2021 no lugar de Marcinho                                                         |
| 13 | Priscilla Teixeira Pitta Muniz (Nova Friburgo, 28.02.1973–)                        | CIDADANIA                                       | 920   | 0,94 | 1º mandato |
| 14 | André Luiz Silva de Moraes, Professor André (Rio de Janeiro, 04.03.1972–)          | Partido Liberal (PL)                            | 818   | 0,84 | 1º mandato |
| 15 | Cláudio Leandro da Silva (Nova Friburgo, 05.05.1973–)                              | Partido Liberal (PL)                            | 814   | 0,84 | 1º mandato |
| 16 | Maicon do Nascimento Queiroz, Repórter Maicon Queiroz (Nova Friburgo, 16.04.1980–) | Partido Social Cristão (PSC)                    | 783   | 0,80 | 1º mandato |
| 17 | Wellington da Silva Moreira (2021-2022) (Anápolis, 09.06.1966–)                    | Partido Social Liberal (PSL)                    | 751   | 0,77 | 2º mandato |
| 18 | José Roberto Pacheco Folly (Nova Friburgo, 03.03.1974–)                            | Partido Social Cristão (PSC)                    | 750   | 0,77 | 1º mandato |
| 19 | Max Bill Monteiro Ratamero (Nova Friburgo, 07.04.1982–)                            | AVANTE                                          | 539   | 0,55 | 1º mandato |
| 20 | José Carlos da Costa Schuvalwb (Nova Friburgo, 30.03.1969–)                        | Partido Renovador Trabalhista Brasileiro (PRTB) | 497   | 0,51 | 1º mandato |
| 21 | Walace César Piran Motta de Oliveira (Nova Friburgo, 15.01.1972–)                  | Partido da Social Democracia Brasileira (PSDB)  | 496   | 0,51 | 1º mandato |

## 18ª Legislatura (2017–2020)
Estes são os vereadores eleitos nas eleições de 2 de outubro de 2016, pelo período de 1° de janeiro de 2017 a 31 de dezembro de 2020:
|    | Nome                                                                           | Partido                                            | Votos | %    | Observações |
| -- | ------------------------------------------------------------------------------ | -------------------------------------------------- | ----- | ---- | ----------- |
| 1  | Alcir da Fonseca Lima (Rio de Janeiro, 19.01.1968–)                            | Partido Progressista (PP)                          | 2.438 | 2,32 | 1º mandato  |
| 2  | Márcio José da Silva Damazio (Nova Friburgo, 22.02.1972–)                      | Democratas (DEM)                                   | 2.026 | 1,93 | 1º mandato  |
| 3  | Professor Pierre da Silva Moraes (Nova Friburgo, 29.10.1976–)                  | Partido Socialismo e Liberdade (PSOL)              | 2.013 | 1,92 | 1º mandato  |
| 4  | Paulo Sérgio Louback (Nova Friburgo, 09.09.1963–)                              | Partido Social Cristão (PSC)                       | 1.983 | 1,89 | 1º mandato  |
| 5  | Vanderleia Pereira Lima, Abrace Essa Ideia (Duas Barras, 24.01.1966–)          | Democratas (DEM)                                   | 1.801 | 1,71 | 1º mandato  |
| 6  | Christiano Pereira Huguenin (Nova Friburgo, 02.07.1978–)                       | Partido do Movimento Democrático Brasileiro (PMDB) | 1.783 | 1,70 | 1º mandato  |
| 7  | Carlos Alberto Nogueira Blaudt, Carlinhos do Kiko (Nova Friburgo, 09.03.1971–) | Partido Social Democrata Cristão (PSDC)            | 1.780 | 1,69 | 1º mandato  |
| 8  | Joelson José de Almeida Martins, Joelson do Pote (Nova Friburgo, 01.05.1961–)  | Partido Democrático Trabalhista (PDT)              | 1.726 | 1,64 | 1º mandato  |
| 9  | Carlos Alberto Trindade, Cascão (Nova Friburgo, 16.04.1966–)                   | Partido Democrático Trabalhista (PDT)              | 1.701 | 1,62 | 1º mandato  |
| 10 | José Sebastião Rabello, Zezinho do Caminhão (Nova Friburgo, 14.03.1963–)       | Partido Socialismo e Liberdade (PSOL)              | 1.654 | 1,57 | 1º mandato  |
| 11 | Isaque Demani Machado (Nova Friburgo, 06.12.1973–)                             | Partido do Movimento Democrático Brasileiro (PMDB) | 1.588 | 1,51 | 1º mandato  |
| 12 | Johnny Maycon Cordeiro Ribeiro (Nova Friburgo, 11.05.1985–)                    | Partido Republicano Brasileiro (PRB)               | 1.487 | 1,42 | 1º mandato  |
| 13 | Nami Alberto Nassif (Nova Friburgo, 09.02.1966–)                               | Partido Humanista da Solidariedade (PHS)           | 1.455 | 1,38 | 1º mandato  |
| 14 | Naim Pedro (Nova Friburgo, 22.11.1963–)                                        | Democratas (DEM)                                   | 1.424 | 1,36 | 1º mandato  |
| 15 | Márcio José Corrêa Alves, Marcinho (Nova Friburgo, 01.05.1977–)                | Partido Republicano Brasileiro (PRB)               | 1.296 | 1,23 | 1º mandato  |
| 16 | Alexandre Azevedo da Cruz (2017-2020) (Nova Friburgo, 11.03.1971–)             | Partido Popular Socialista (PPS)                   | 1.212 | 1,15 | 1º mandato  |
| 17 | Wellington da Silva Moreira (Anápolis, 09.06.1966–)                            | Partido do Movimento Democrático Brasileiro (PMDB) | 1.143 | 1,09 | 1º mandato  |
| 18 | Nazareth Catharina Teixeira Monteiro, Geninho (Rio de Janeiro, 04.08.1951–)    | Partido Republicano Brasileiro (PRB)               | 1.132 | 1,08 | 1º mandato  |
| 19 | Luiz Carlos Gonçalves Neves (Bom Jardim, 27.07.1954–)                          | Partido Progressista (PP)                          | 1.093 | 1,04 | 1º mandato  |
| 20 | Norival Espíndola do Amaral (Nova Friburgo, 23.01.1973–)                       | Partido dos Trabalhadores (PT)                     | 901   | 0,86 | 1º mandato  |
| 21 | Jânio de Carvalho Cordeiro (Rio de Janeiro, 06.04.1961–)                       | Partido Social Democrata Cristão (PSDC)            | 566   | 0,54 | 1º mandato  |

## Legenda
| Cor  | Significado          |
| Bege | Presidente da Câmara |
| Azul | Suplente             |